# 中国矯正管区
中国矯正管区（ちゅうごくきょうせいかんく）は法務省矯正局が所管している日本に8つある矯正管区の1つ。2025年4月1日までは広島矯正管区という名称が使用されていた。

## 所管
中国地方の鳥取県・島根県・岡山県・広島県・山口県の各県にある行刑施設・少年施設の監督をする法務省矯正局所管の部署。

## 所在地
広島県広島市中区八丁堀6番30号　広島合同庁舎4号館

## 管轄施設一覧

### 行刑施設（刑務所・拘置所）
- 鳥取刑務所
- 松江刑務所
- 島根あさひ社会復帰促進センター
- 岡山刑務所
- 広島刑務所
- 山口刑務所
- 岩国刑務所
- 美祢社会復帰促進センター
- 広島拘置所

### 少年施設（少年院・少年鑑別所)
- 岡山少年院
- 広島少年院
- 貴船原少女苑
- 鳥取少年鑑別支所(2020年4月1日より、広島少年鑑別所傘下)
- 松江少年鑑別所（島根法務少年支援センター[1]）
- 岡山少年鑑別所
- 広島少年鑑別所
- 山口少年鑑別所

## 不祥事
- 広島刑務所中国人受刑者脱獄事件